# 新坂 (東京都港区)

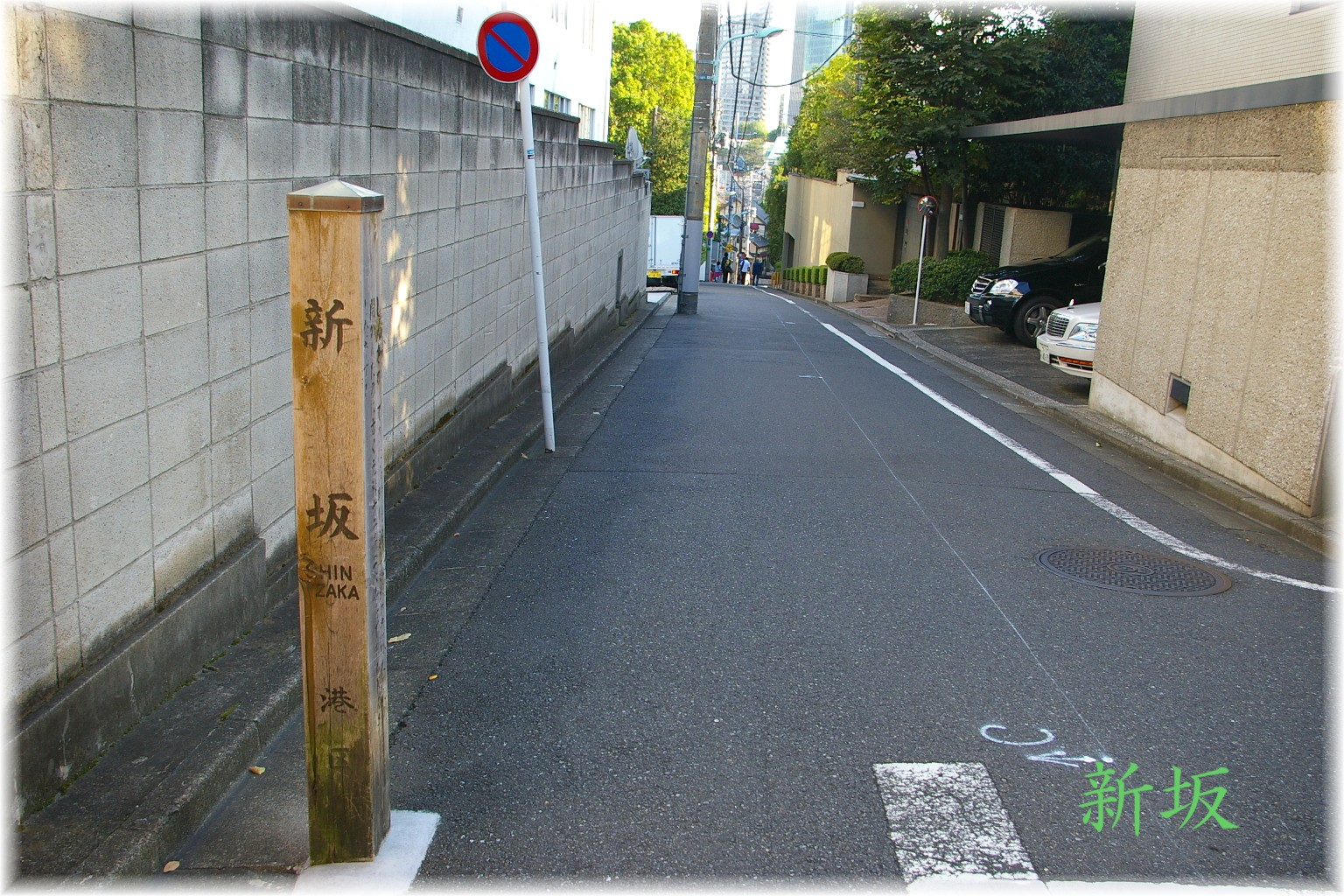
新坂

座標: 北緯35度40分19.2秒 東経139度43分43.8秒 / 北緯35.672000度 東経139.728833度新坂（しんざか、しんさか）とは東京都港区赤坂7丁目と8丁目の境界に存在する南から北に登る坂道の名称である。

## 名称の由来
名の通り「新しい坂」を意味する。道標によれば、本坂が開かれたのは1699（元禄十二年）である。

## 地形
青山通り方面から入るとカナダ大使館の西側を南に入る道を進行し、程なく行くと頂上に到達することになる。道標は坂上と坂下の二箇所に建てられている。